# Fédéralisme (Révolution française)
 (octobre 2011).
Si vous disposez d'ouvrages ou d'articles de référence ou si vous connaissez des sites web de qualité traitant du thème abordé ici, merci de compléter l'article en donnant les références utiles à sa vérifiabilité et en les liant à la section « Notes et références ».

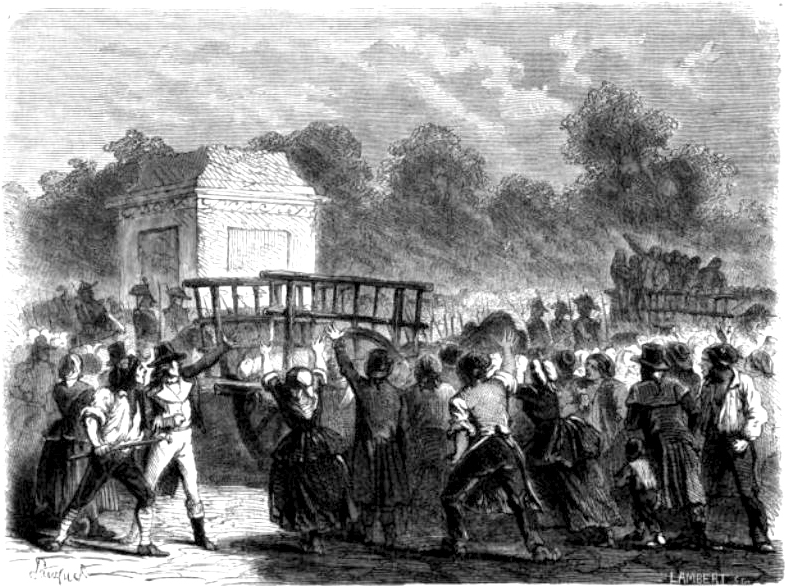
L’exécution des fédéralistes girondins.

Le fédéralisme est, sous la Révolution, l’idée attribuée au parti de la Gironde, de faire des quatre-vingt-trois départements français autant d’États, égaux entre eux et confédérés.

## Historique
La France d’Ancien Régime possédait, avant 1789, l’unité politique que lui avaient léguée Richelieu et Louis XIV, mais elle n’avait pu parvenir encore à l’unité administrative. Elle était divisée en provinces qui conservaient une partie de leur indépendance, leurs franchises, leur législation particulière, leurs douanes, etc.
À l’avènement de la Révolution, l’Assemblée constituante décréta l’unité administrative de la France, et dès son premier pas, elle fit tomber les barrières qui existaient entre les provinces auxquelles elle substitua la division par départements. Loin d’être une réaction contre la tendance à la centralisation qui est une des constantes de l’histoire de France, la Révolution française s’est également précipitée dans le courant qui avait entraîné tous les gouvernements précédents vers ce but en supprimant les provinces pour détruire tout gouvernement particulier.
Dans sa pensée, les départements divisés en districts qui se divisaient eux-mêmes en communes, devaient tous être soumis à la loi générale. Ces délimitations purement abstraites et tout à fait arbitraires ne laissaient, en effet, rien subsister des anciens pouvoirs locaux et des privilèges que la Révolution s’était donné la mission de détruire. Mais l’Assemblée constituante négligea de relier ces nouvelles circonscriptions territoriales les unes aux autres et surtout de les relier à l’État. Chacune des divisions et subdivisions du pays reçut autant d’administrations électives et indépendantes, mais il manquait un lien fort et puissant qui rattache tous les pouvoirs locaux au pouvoir central et qui, en un mot, centralise la souveraineté, à l’œuvre de l’Assemblée constituante.
À un moment donné, les départements pouvaient rompre le faible lien qui les attachait au centre, se déclarer indépendants et former autant de petites républiques fédératives ; le midi pouvait se constituer séparément, ou bien les provinces de l’ouest, de l’est ou du centre. La conscience de ce danger mena à la résolution d’affirmer par une manifestation publique la volonté unanime d’être unis et de former une seule nation. Le 14 juillet 1790, l’Assemblée constituante célébra la fête de la Fédération à laquelle assistèrent les délégués de tous les départements.
La fête de la Fédération avait pour but de faire ce que n’avait pas fait la loi, à savoir resserrer les liens entre la capitale et les provinces. Mais les fêtes et les discours patriotiques ne suffirent pas à empêcher la lutte d’éclater entre les deux partis qui aspiraient à présider aux destinées et à décider de l’orientation de la Révolution. Les fédéralistes prônaient un système politique se bornant à associer, quant à leurs intérêts généraux seulement, les diverses provinces d’un même État en leur laissant leur autonomie. Ce fédéralisme indiquait la décentralisation politique et administrative plus ou moins complète, plus ou moins absolue.

## Rupture
Devant les théories à l’image des États-Unis d’Amérique préconisées par les Girondins Buzot, Brissot et leurs amis, et auxquelles s’opposèrent de toutes leurs forces les Montagnards, ce furent les Girondins qui succombèrent. La Convention proclama, dès le 10 mai 1793, l’unité et l’indivisibilité de la République, et vingt et un jours plus tard, elle renversait le parti fédéraliste. Le 10 août 1793, est organisée la Fête de l’Unité et de l’indivisibilité, mise en scène par David, avec l'épisode de la fontaine de la Régénération sur la place de la Bastille.
Proclamée le 31 mai, la proscription des Girondins força la plupart d’entre eux à se réfugier dans les départements qui les avaient nommés. Dans une partie des départements, les chefs girondins organisèrent l'insurrection en levant des troupes pour affaiblir la Convention.
Les plaintes étaient fondées de part et d’autre et le régime de la  Terreur ne justifia que trop les griefs éloquents des députés de la Gironde. Cependant le rôle joué par les Girondins pendant la révolution est complexe. Les événements jouant en leur défaveur. Leur soutien à Louis XVI, au général Dumouriez, qui trahira la révolution pour rejoindre les émigrés ne plaide pas en leur faveur. Longtemps majoritaires à l'assemblée, ils ont participé à l'embrasement des passions par leurs discours et leur politique. La constitution de l'an III fut l’œuvre de mouvement énergique de double centralisation, politique et administrative. La Convention reposa fortement les bases de la centralisation en ressaisissant l’unité du pouvoir politique et en s’instituant le centre unique de l’administration française.
Les Jacobins accusaient les girondins de fomenter secrètement le démembrement de la Convention, et partant l'œuvre de la révolution. Cependant, cette accusation, qui s’est traduite pour la plupart en une sentence de mort, paraît au mieux exagérée. Rien ne prouve que les Girondins aient voulu autre chose que la chute du parti responsable des massacres de Septembre et des Journées du 31 mai et du 2 juin 1793.
L’épisode du fédéralisme en 1793, s’il a été autre chose qu’une manœuvre de parti, représente, de ce point de vue, un fait relativement unique dans l’histoire de France. De là, le fait que l’accusation de fédéralisme, portée contre un parti politique dans les premières années de la Révolution française, a joué dans l’histoire de ce pays pour que cette accusation ait suscité une réaction violente dont l’empreinte a subsisté dans les institutions de la France. Depuis, le terme a souvent été pris en mauvaise part pour désigner une tendance à la désagrégation de l’État.

## Prolongement
Au siècle suivant, la décentralisation administrative fut souvent demandée et le gouvernement était entré dans cette voie par les décrets des 25 mars 1852 et 13 avril 1861 par la loi du 24 juillet 1867 et la loi sur les conseils généraux du 10 août 1871. Mais aucun parti ne demanda la décentralisation politique, aucun n’en voulant, tant la nécessité d’un centre unique où reposait la souveraineté était généralement acceptée. La France de 1873, pas plus que celle de 1793 ou de 1804, de 1815 ou de 1830, ne fut favorable au fédéralisme.
Au début du XXe siècle, différents mouvements régionalistes français se regroupent dans la Fédération régionaliste française, créée en 1900 par Jean Charles-Brun, pour prôner la décentralisation et l'organisation de la France en régions. Confrontés à des accusations de séparatisme, et dans un climat d'unité nationale exacerbé par les contentieux franco-allemands (1871-1918-1945), la plupart de ces mouvements régionalistes s'en tiendront surtout à un régionalisme culturel.